# Хоџкинс (Илиноис)
Хоџкинс (енгл. Hodgkins) град је у америчкој савезној држави Илиноис.

## Демографија
По попису из 2010. године број становника је 1.897, што је 237 (-11,1%) становника мање него 2000. године.
| Група             | 2000.         | 2010.       |
| Белци             | 1.187 (55,6%) | 997 (52,6%) |
| Афроамериканци    | 3 (0,1%)      | 19 (1,0%)   |
| Азијати           | 1 (0,0%)      | 2 (0,1%)    |
| Хиспаноамериканци | 933 (43,7%)   | 888 (46,8%) |
| Укупно            | 2.134         | 1.897       |